# スカンノ
スカンノ（イタリア語: Scanno）は、イタリア共和国アブルッツォ州ラクイラ県にある、人口約1,800人の基礎自治体（コムーネ）。

## 地理

### 位置・広がり

#### 隣接コムーネ
隣接するコムーネは以下の通り。
- アンヴェルサ・デッリ・アブルッツィ
- バッレーア
- ビゼーニャ
- ブニャーラ
- チヴィテッラ・アルフェデーナ
- イントロダックア
- オーピ
- ペスカッセーロリ
- ペットラーノ・スル・ジーツィオ
- リヴィゾンドリ
- ロッカ・ピーア
- ヴィッララーゴ
- ヴィッレッタ・バッレーア

## 文化・観光
「イタリアの最も美しい村」クラブ加盟コムーネである。